# Австралія на зимових Олімпійських іграх 2006
Збірну Австралії на іграх в Турині представляли 40 спортсменів, що зробило її найчисельнішою в своїй історії виступів на зимових Олімпійських іграх. У загальній складності представники Австралії завоювали 2 медалі — золото та бронзу, що дозволило зайняти 17-е місце в неофіційному загальнокомандному заліку.

## Медалісти
| Золото |                |                              |
| №      | Спортсмени     | Вид спорту (дисципліна)      |
| 1      | Дейл Бегг-Сміт | Фрістайл (могул, чоловіки)   |
| Бронза |                |                              |
| 1      | Аліса Кемплін  | Фрістайл (акробатика, жінки) |